# Герника (фильм, 1978)
«Герни́ка» (исп. Guernica) — короткометражный художественный фильм режиссёра Эмира Кустурицы, снятый по рассказу югославского писателя Антоние Исаковича. Дипломная работа в пражской киношколе FAMU.

## Сюжет
Европа конца 1930-х годов.
Отец никак не может объяснить своему маленькому сыну, зачем нужно носить на одежде жёлтую ленту. Он сказал Роджеру, что записал его членом престижного клуба, и ношение ленточки оговорено уставом. Ещё одним условием является форма носа. В их семье носы длинные, поэтому на улице нужно обязательно быть с жёлтым знаком.
После трудного разговора профессор с женой пошли на унизительный медосмотр, организованный для членов еврейских семей. По возвращении они увидели, что Роджер собрал их семейные фотографии и вырезал неподходящие носы, заменив их другими. Из полученных портретов он сложил коллаж, напоминающий «Герни́ку» — картину Пабло Пикассо, увиденную им накануне.

## В ролях
- Мирослав Выдлак — Роджер
- Борик Прохазка — отец Роджера
- Хана Смркова — мать Роджера
- Карел Аугуста — доктор на медкомиссии
- Петер Крзак — Жан-Баптист Киршнер, музыкант

## Творческая группа
- Режиссёр: Эмир Кустурица
- Сценаристы: Павел Сикора, Эмир Кустурица
- Оператор: Эмир Кустурица

## Награды
- Главный приз на фестивале студенческого кино в Карловых Варах.